# 1972년 하계 올림픽 가봉 선수단
가봉은 1972년 8월 26일에서 9월 11일까지 서독 뮌헨에서 열린 제20회 하계 올림픽에 참가했다. 복싱 페더급에 조제프 음부루쿤다(Joseph Mbouroukounda) 단 한 선수가 참가했다.

## 복싱
남자
| 선수              | 세부 종목 | 64강           | 32강                       | 16강           | 8강            | 준결승         | 결승           | 결승      |
| 선수              | 세부 종목 | 상대 선수 결과 | 상대 선수 결과             | 상대 선수 결과 | 상대 선수 결과 | 상대 선수 결과 | 상대 선수 결과 | 순위      |
| 조제프 음부루쿤다 | 페더급    |                | 루돌프 포겔 (SUI) · 패 2–3 | 진출 못함      | 진출 못함      | 진출 못함      | 진출 못함      | 진출 못함 |